# 朋友株式會社
朋友株式會社（日语：／ Hōyū Kabushikigaisha */?），亦譯為賀友株式會社，簡稱，是日本一家以製販染髮商品為中心的日用品公司，總部位於愛知縣名古屋市。最早可追溯至1905年由水野增二郎創立的製藥公司「水野甘苦堂」，至1923年成立株式會社「朋友商會」，之後在1964年更為現名。除了染髮用品外，還有藥品研發製造。
美源髮采（Bigen）是Hoyu的染髮品牌，在香港的電視廣告播放超過40年，屬長壽廣告之一，廣告男主角是當年的粵語片小生曾江。而2017年起，香港藝人古天樂接棒做代言。在台灣，授權給五洲製藥製造多款藥品，如「斯斯感冒藥」。因常利用體育賽事轉播時播出廣告，並由豬哥亮等知名藝人代言，使不少台灣人耳熟能詳、琅琅上口。

## 外部連結
- Hoyu官方網站 （页面存档备份，存于）
- 2007年2月8日蘋果日報：專訪美源髮采廣告主角曾江 （页面存档备份，存于）